# Théâtre national croate (Zagreb)
Pour les articles homonymes, voir HNK.

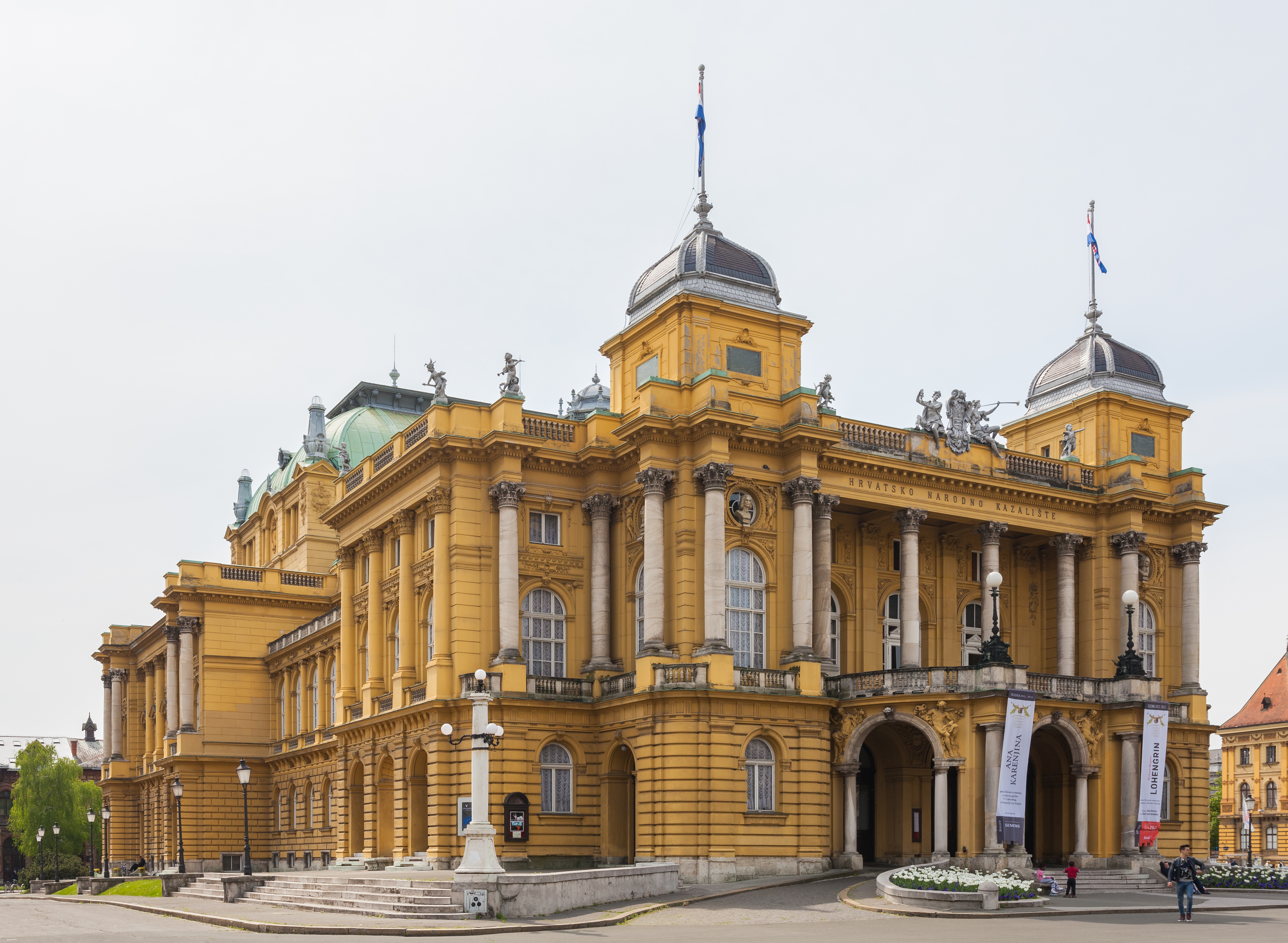
Le Théâtre national croate de Zagreb - 671 places

Le Théâtre national croate (en croate, Hrvatsko narodno kazalište, HNK) de Zagreb est un théâtre fondé en 1840. La compagnie d'opéra a été fondée en 1870. Sa capacité actuelle est de 671 places.

## Histoire
Le Théâtre occupe son bâtiment actuel depuis 1895, année où il fut inauguré par l'empereur d'Autriche-Hongrie, François-Joseph Ier d'Autriche. Le bâtiment est l'œuvre des architectes viennois Ferdinand Fellner et Herman Helmer.
Le théâtre a accueilli la plupart des plus grands artistes croates. Ivan Zajc en fut le premier chef d'orchestre et Jakov Gotovac en fut le chef d'orchestre pour les opéras de 1923 à 1958. Mia Čorak Slavenska et Branko Gavella y ont commencé leur carrière.
Le théâtre a aussi accueilli Franz Liszt, Sarah Bernhardt, Franz Lehár, Richard Strauss, Gérard Philipe, Vivien Leigh, Laurence Olivier, Jean-Louis Barrault, Peter Brook, Mario Del Monaco, José Carreras et beaucoup d'autres. Lea Deutsch, enfant star, y joue dès cinq ans.
En raison de la pandémie de coronavirus, le Théâtre national croate de Zagreb a décidé, en collaboration avec le quotidien 24sata, de permettre aux citoyens d'accéder à un contenu culturel de qualité via une chaîne YouTube, qui présentera quotidiennement des représentations des branches de l'opéra, du ballet et du théâtre.

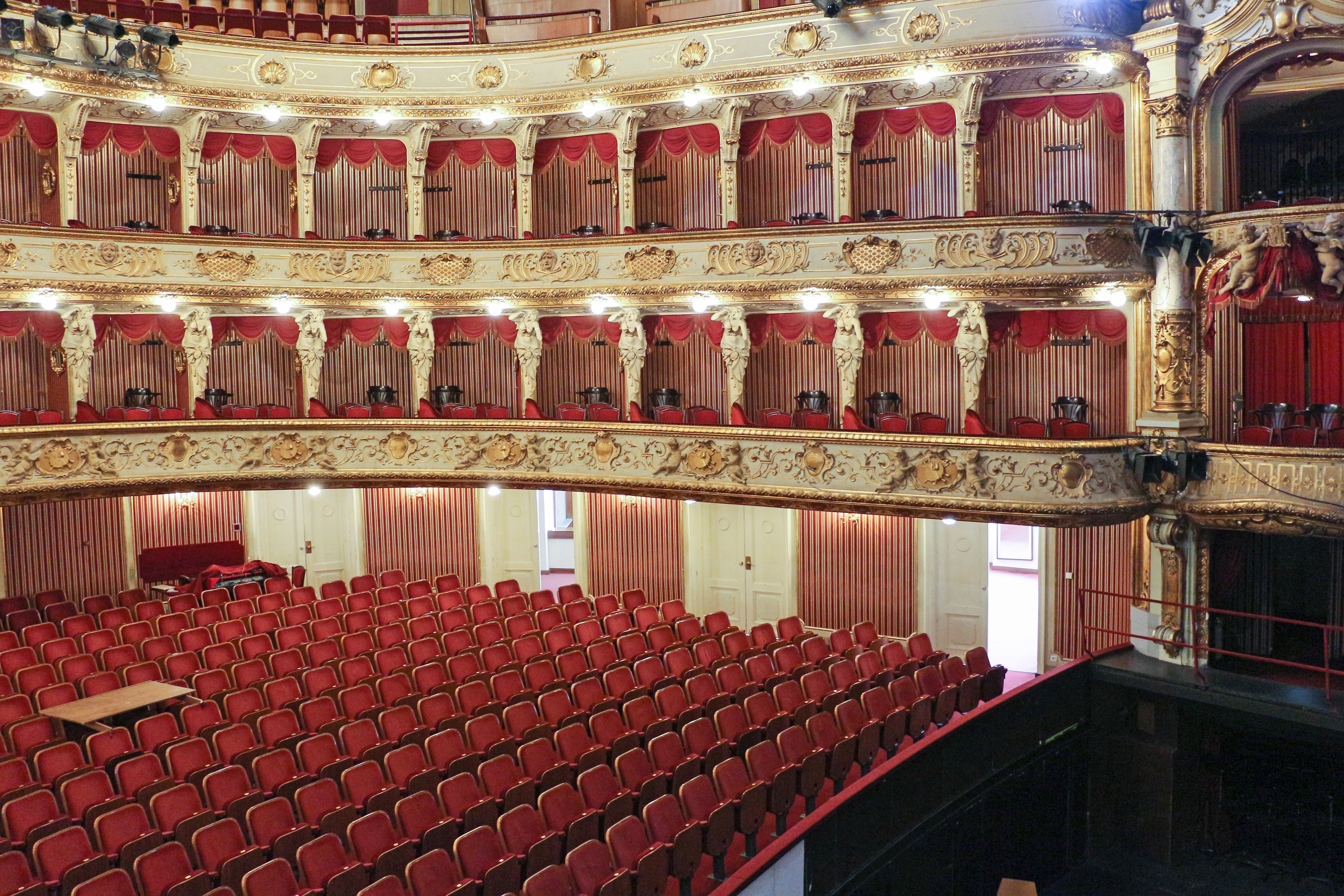
Intérieur du théâtre.
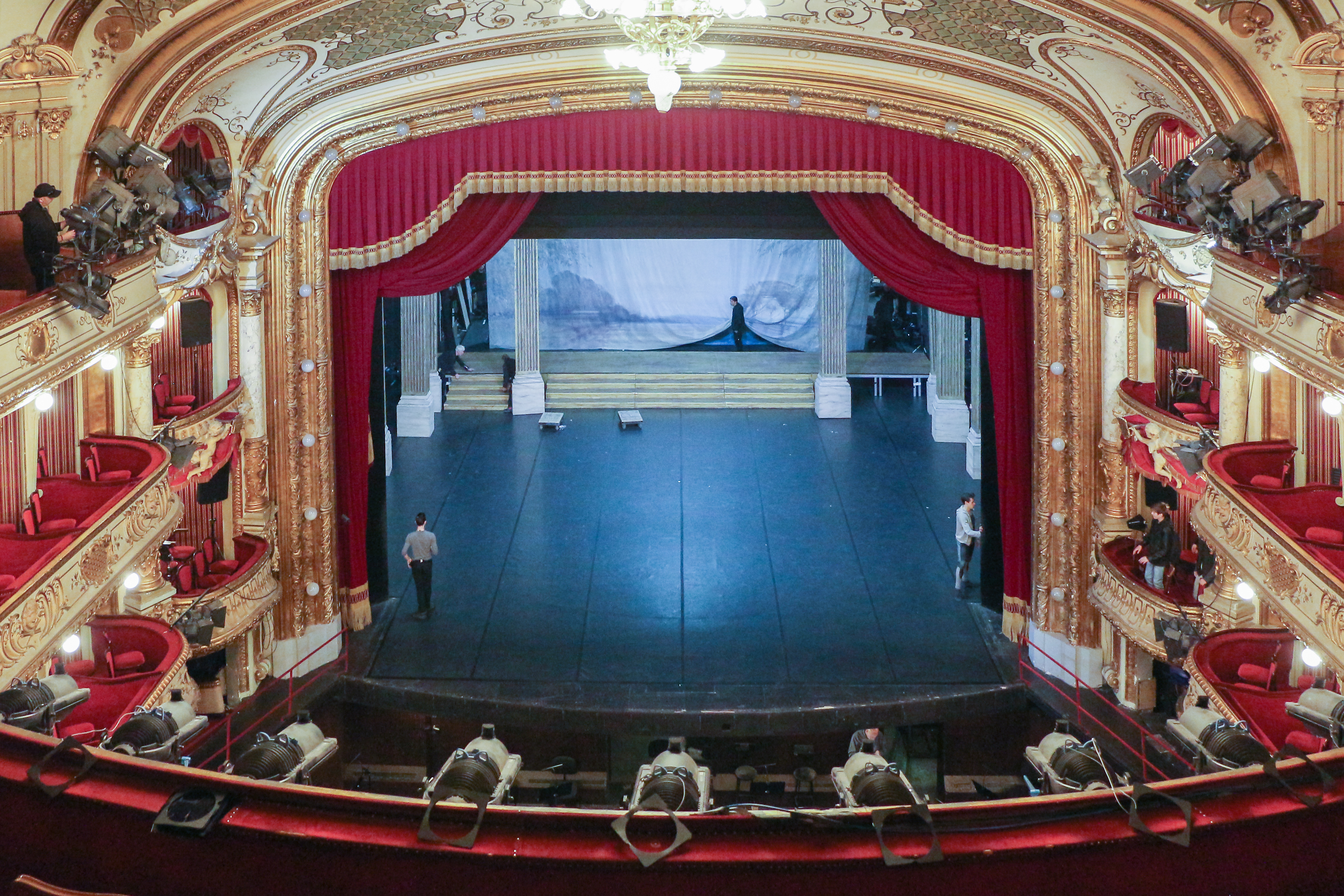
Intérieur du théâtre.
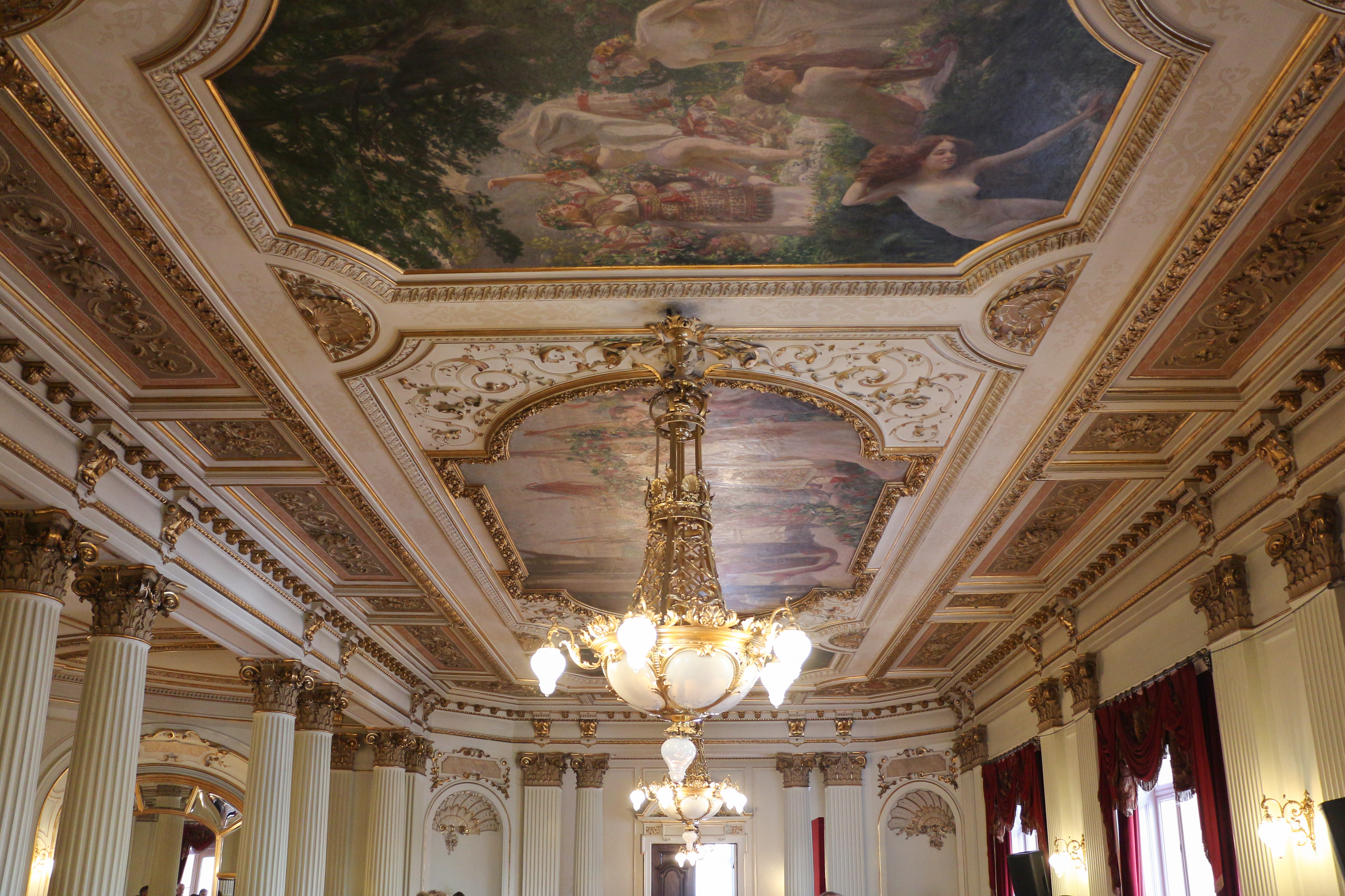
Intérieur du théâtre.
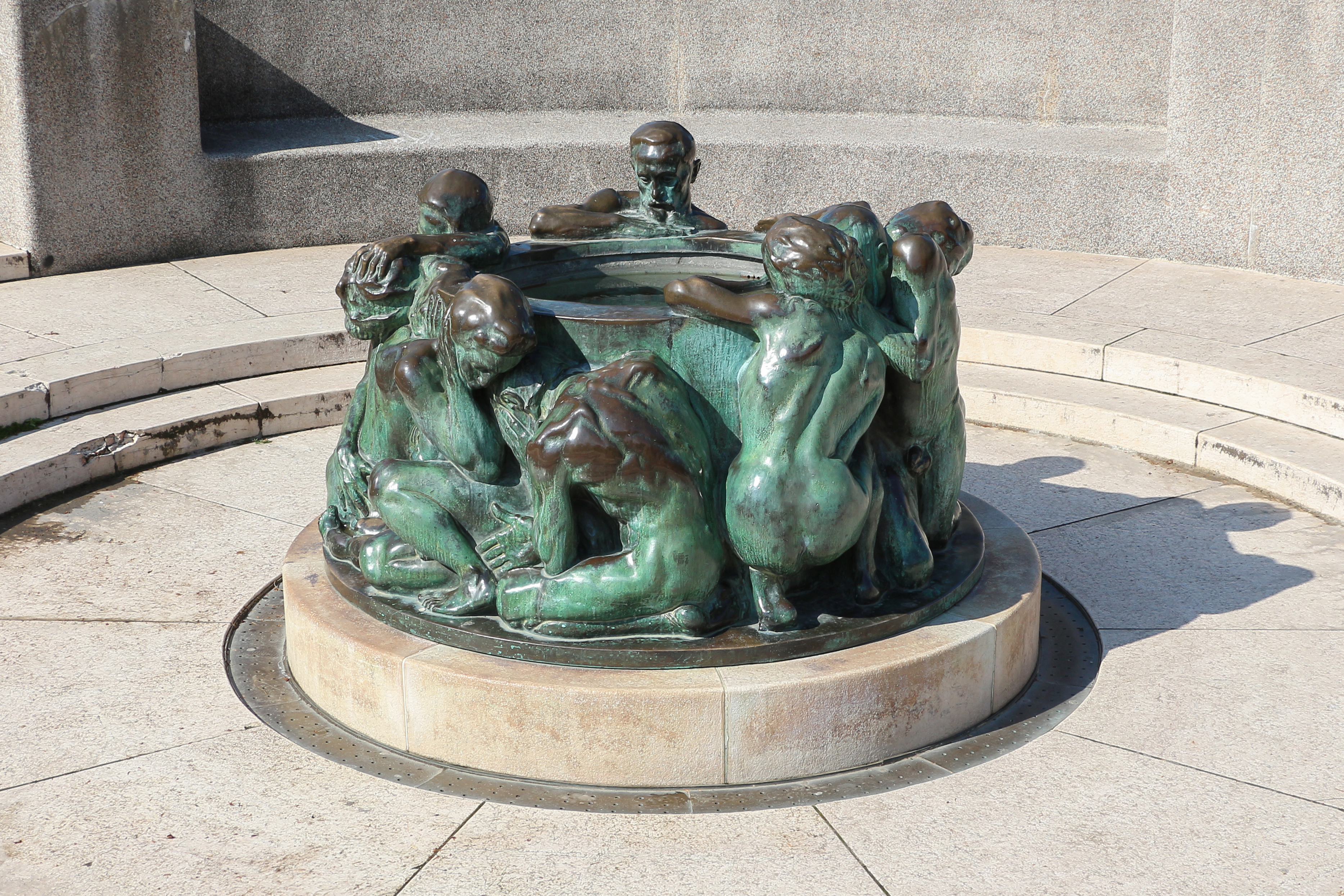
Le Puits de la Vie (sculpture par Ivan Meštrović) (1905), fontaine en face du Théâtre national.